# Rainette Uiato
Rainette Marita Uiato (Long Beach, 4 febbraio 1992) è una pallavolista statunitense, palleggiatrice del Düdingen.

## Biografia
Figlia di Fred Uiato e Sola Fa'atulu, nasce a Long Beach, in California. Ha un fratello e una sorella. Nel 2010 si diploma alla Long Beach Polytechnic High School e successivamente studia psicologia alla University of Hawaii. 

## Carriera

### Club
La carriera di Rainette Uiato, detta Mita, inizia a livello giovanile con il Laguna Beach mentre parallelamente gioca anche a livello scolastico nei tornei californiani con la Long Beach Polytechnic HS. Dopo il diploma gioca a livello universitario con la Hawaii nella NCAA Division I dal 2010 al 2013.
Dopo alcuni anni di inattività, nella stagione 2017-18 inizia la propria carriera professionistica in Finlandia, giocando la Lentopallon Mestaruusliiga col Kangasala, dove rimane per due annate. Per il campionato 2019-20 viene ingaggiata dal club svizzero dello Sm'Aesch Pfeffingen, in Lega Nazionale A: prima ancora di poter scendere il campo, tuttavia, è vittima di un infortunio al legamento crociato, che la costringe a saltare l'intera annata, venendo sostituita dalla canadese Megan Cyr. Rientra in campo nel campionato seguente, accasandosi in Francia col Terville Florange, impegnato in Ligue A.
Torna nella massima divisione elvetica nella stagione 2021-22, ingaggiata dal Düdingen.